# Птич
Птич (біл. Пціч, Птыч) — річка в Мінській, Могильовській та Гомельській областях Білорусі, найбільша ліва притока Прип'яті (басейн Дніпра).
Довжина річки 486 км (за іншими даними — 421 км). Площа басейну — 9 470 км. Витоки річки знаходяться в Дзержинському районі Мінської області на Мінській височині, далі протікає по Могильовській та Гомельській областях, впадаючи в Прип'ять, бувши найбільшою її лівою притокою. Живлення в основному снігове, менше значення мають ґрунтове й дощове живлення.
Основні притоки — Ареса, Асачанка. Найбільші населені пункти — Самохваловичі, Глуськ, Копаткевичі. На правому боці недалеко від річки знаходиться селище з однойменною назвою.
Середня витрата води — 48 м³/с. Частина стоку через водосховища перекидаються в річку Свіслоч. Льодостав з листопада по березень, навесні — паводки. На річці розташоване Волчковицьке водосховище.